# Harold Bride

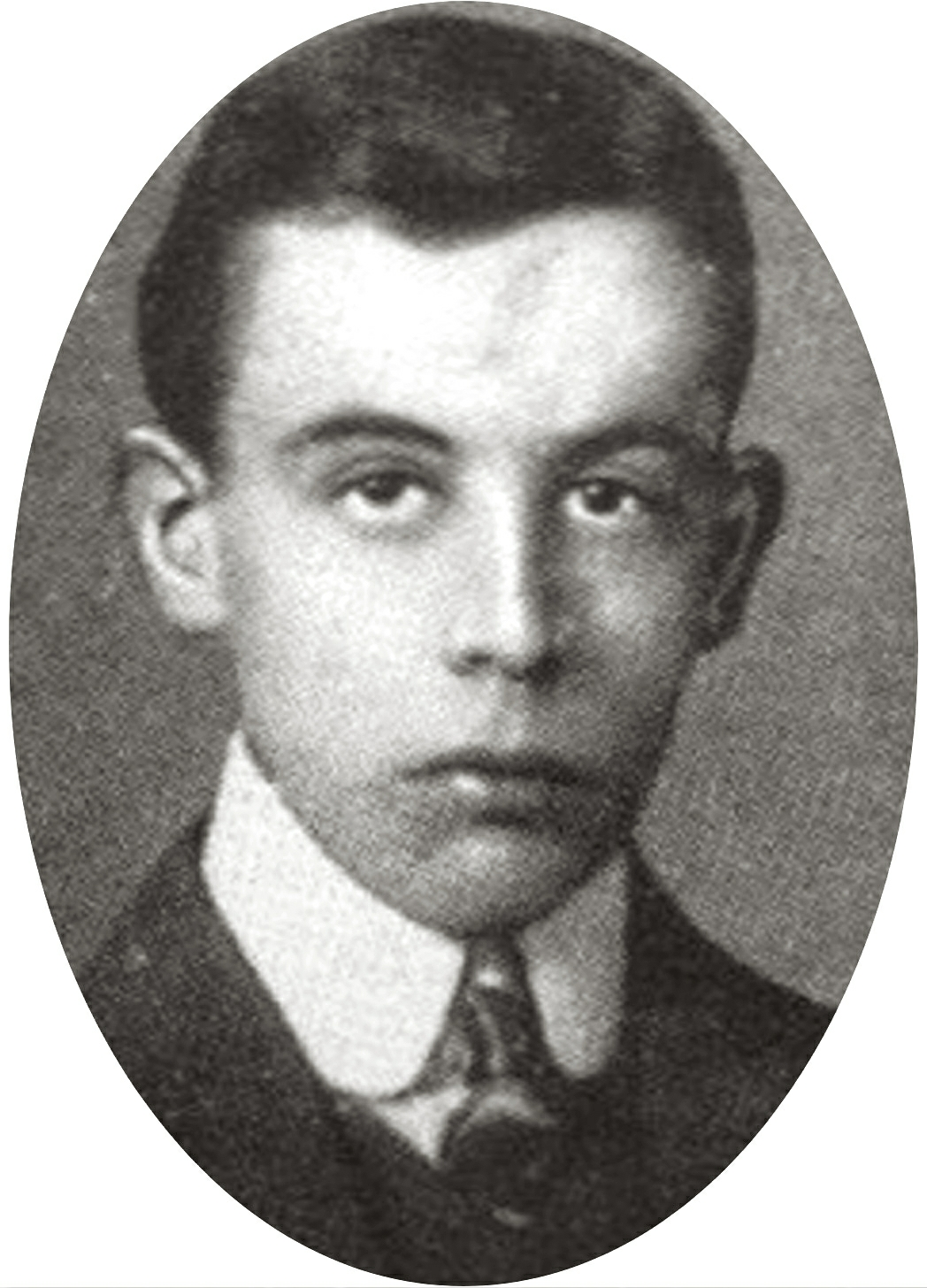
Harold Bride

Harold Sydney Bride (ur. 11 stycznia 1890, zm. 29 kwietnia 1956) – młodszy radiooficer na RMS Titanic. Przeżył zatonięcie statku po kolizji z górą lodową 15 kwietnia 1912.
W lipcu 1911 ukończył szkolenie w Marconi Company i rozpoczął służbę na morzu jako radiooperator.
W 1912 podjął pracę dla White Star Line na RMS Titanic. Na pokład wsiadł w Belfaście. W czasie rejsu pracował razem z Jackem Phillipsem, wysyłając depesze pasażerów i odbierając ostrzeżenia od innych statków o spotykanych w okolicy górach lodowych.
14 kwietnia 1912, ok. 23.40, Titanic uderzył w górę lodową i zaczął tonąć. Kapitan Smith wydał polecenie, aby radiooficerowie byli przygotowani do wysłania sygnału alarmowego. Po północy kapitan rozkazał nadać wołanie o pomoc i pozycję tonącego statku. Phillips nadawał sygnał CQD, a Bride przekazywał informacje kapitanowi, gdyż kabina radiowa nie miała połączenia telefonicznego z mostkiem kapitańskim. Półżartem, Bride zaproponował Philipsowi, aby ten wysłał nowy, wprowadzony w 1908, sygnał alarmowy SOS, mówiąc, że druga okazja może się już nie nadarzyć. I tak z pokładu Titanica, po raz drugi (a nie, jak powszechnie się uważa, po raz pierwszy) w historii, popłynął w eter sygnał SOS.
Na krótko przed zatonięciem statku, kapitan zwolnił radiooperatorów ze służby, ale Phillips pozostał na stanowisku do chwili zalania kabiny. Bride pomagał przy próbie opuszczenia składanej łodzi ratunkowej B, która ostatecznie została zmyta z pokładu i unosiła się na wodzie do góry dnem. Bride zdołał wspiąć się na nią i, wraz z innymi 15 członkami załogi, został uratowany przez RMS Carpathia. Mimo poważnych obrażeń (odmrożenia stóp), po krótkim odpoczynku, pomagał radiooperatorowi Carpathii Haroldowi Cottamowi wysyłać wiadomości od ocalałych pasażerów Titanica.
Po przybyciu do Nowego Jorku spotkał się z Guglielmo Marconim i przedstawicielami pisma The New York Times, od których otrzymał 1000 dolarów za wyłączność relacjonowania historii katastrofy.
W późniejszym okresie zeznawał przed brytyjskimi i amerykańskimi komisjami, które próbowały ustalić przyczyny i przebieg katastrofy Titanica. W czasie I wojny światowej służył jako radiooperator na parowcu Mona's Isle, a następnie został sprzedawcą.
Zmarł w wieku 66 lat na raka płuc.